# Alfred Ilg
Alfred Heinrich Ilg, född den 30 mars 1848 i Frauenfeld, Thurgau, död den 7 januari 1916 i Zürich, var en  schweizisk ingenjör. 
Ilg kom 1878 till Abessinien och kom i förbindelse med negus Menelik, vars tillit han vann. Han utförde en rad viktiga ingenjörsarbeten, särskilt i fråga om väg- och brobyggen, för den abessinska regeringen och uträttade på olika sätt ett omfattande moderniseringsarbete i Abessinien. Menelik använde honom till diplomatiska uppdrag. Negus belönade hans förtjänster genom att ge honom titeln Ras och göra honom till en av sitt rikes högsta dignitärer. I början av 1900-talet minskade hans inflytande och 1907 återvände han till hemlandet.